# Pieprz cayenne

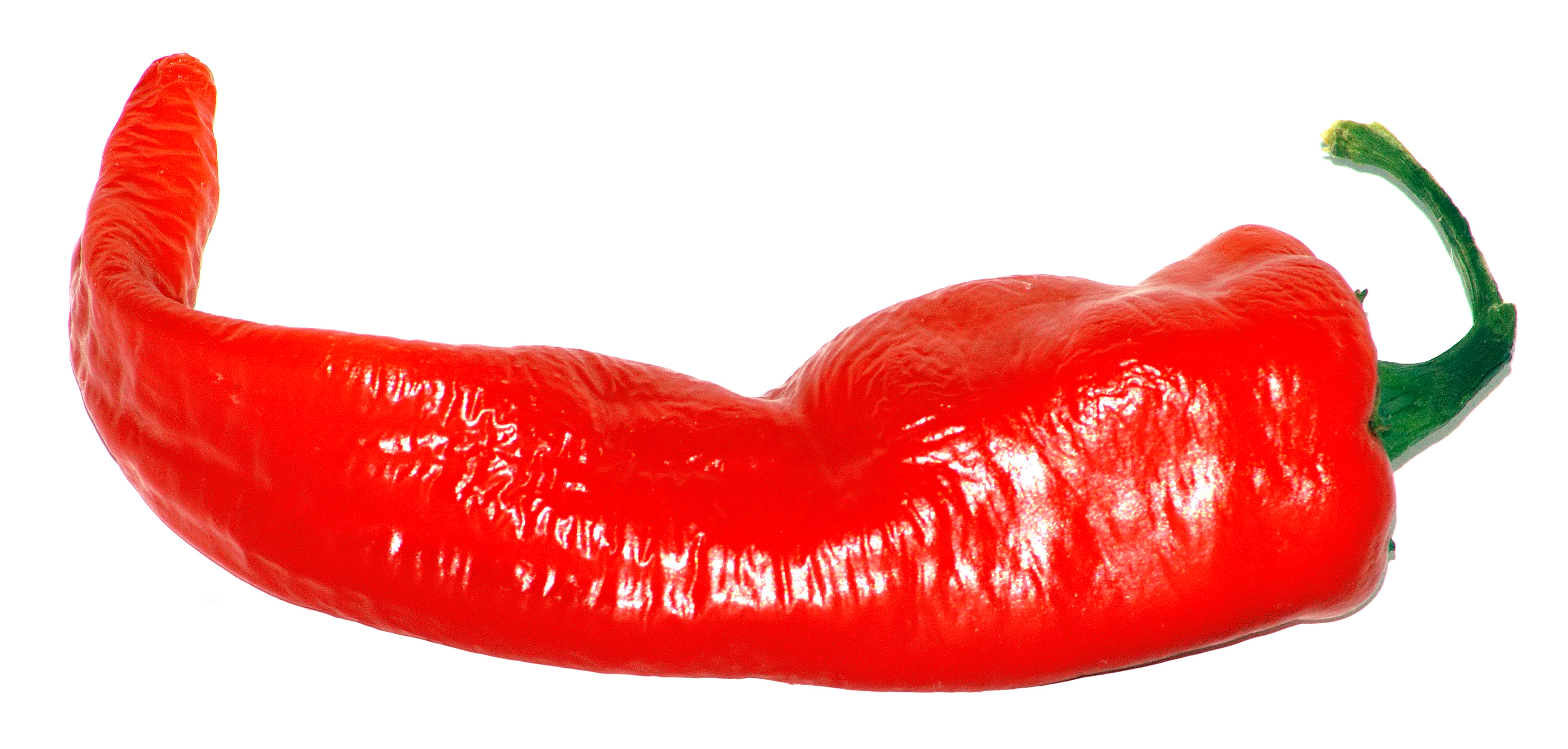
Dojrzały owoc papryki cayenne

Pieprz cayenne, papryka cayenne, pieprz kajeński, papryka kajeńska – ostra przyprawa wyrabiana z papryki rocznej, odmiany Cayenne (kuzynki meksykańskiej jalapeño). Owoce tej rośliny są najczęściej suszone, a następnie mielone i w takiej postaci konfekcjonowane do sprzedaży detalicznej.
Nazwa rośliny wywodzi się ze słowa quiínia, oznaczającego w języku tupi ‘ostrą paprykę’. Pochodzi od niej (a nie odwrotnie) nazwa stolicy Gujany Francuskiej – Kajenny (fr. Cayenne) – nadana przez Europejczyków, którzy błędnie skojarzyli ten region z występowaniem papryki cayenne.